# Ladislav Vychodil
Ladislav Vychodil (28. února 1920 Hačky, Československo – 20. srpna 2005 Bratislava) byl slovenský a československý scénograf, výtvarník a vysokoškolský pedagog českého původu.

## Život a dílo
Pocházel z řemeslnické rodiny. Dětství a mládí prožil v Náměšti na Hané, kde hrával v ochotnickém divadelním souboru. V letech 1931–1938 vystudoval reálné gymnázium v Olomouci. Poté v letech 1938–1939 a v roce 1945 studoval na ČVUT v Praze (kresbu u Cyrila Boudy, Karla Pokorného a Oldřicha Blažíčka a scénografii u Františka Tröstera, Františka Muziky a Vlastislava Hofmana), za války absolvoval Školu uměleckých řemesel v Brně (1942). V letech 1942–1944 působil jako scénograf v Beskydském divadle. Od roku 1945 působil jako šéf výpravy Slovenského národního divadla. V letech 1953 až 1983 byl též vedoucím Katedry scénografie, kterou založil na Divadelní fakultě Vysoké školy múzických umění (VŠMU) v Bratislavě, a současně v letech 1969–1971 vedl Katedru scénografie na pražské DAMU. V roce 1977 se stal vysokoškolským profesorem.
Od roku 1953 spolupracoval pohostinsky s pražským Národním divadlem.
Postupně se stal vedoucí osobností slovenské scénografie. Jeho tvorbu znají kromě slovenských a českých divadel i v Krakově, v Saratově, ve Vídni, v Budapešti, v Sofii, v Bruselu, v Novém Sadu, v Lipsku, v Santa Barbaře, v Malmö, ve Stockholmu, v Berlíně, v Tampere, v Lublani a v Záhřebu. Samostatně vystavoval v Bratislavě, v São Paulu, v Santa Barbaře, v Praze, v Prostějově. S jeho tvorbou se veřejnost pravidelně seznamovala v rámci mezinárodní výstavy Pražské quadrienále, ale i na zahraničních výstavách československé scénografie (Německo, Maďarsko, Kuba, Argentina, Chile, Francie, Rakousko, Polsko, Brazílie, země bývalého Sovětského svazu, Itálie, Bulharsko, bývalá Jugoslávie, Velká Británie a Egypt).
Mezi jeho žáky patřil i slovenský scénograf a kostýmní výtvarník Aleš Votava. Jeho vnučka Alena Antalová je herečka.
Po celý život si udržoval vztah k rodnému kraji a rád se sem vracel. V roce 1988 zorganizoval a vedl archeologický výzkum hradu v Náměšti na Hané. Připravil i výstavu fotografií k 75. výročí založení místního Sokola a v roce 1991 zorganizoval sjezd náměšťských rodáků. Redigoval i Sborník k 850 letům Náměště na Hané, pro který získal spolupracovníky z celé Moravy. Po úspěchu se sjezdem rodáků navrhl ustavení Klubu přátel Náměště na Hané a okolí. V Náměšti na Hané je také pohřben.
V roce 2022 byla otevřena stálá expozice k uctění života význačných čestných občanů scénografa Ladislava Vychodila a herce Ladislava Lakomého na zámku v Náměšti na Hané.

## Ocenění
- 1951 Státní cena
- 1965 Zlatá medaile prezidenta Brazilské republiky za nejlepší národní scénografickou expozici na bienále v Sao Paulu
- 1966 titul zasloužilý umělec
- 1975 titul národní umělec
- 1980 Řád práce